# 크리스틴 네즈빗

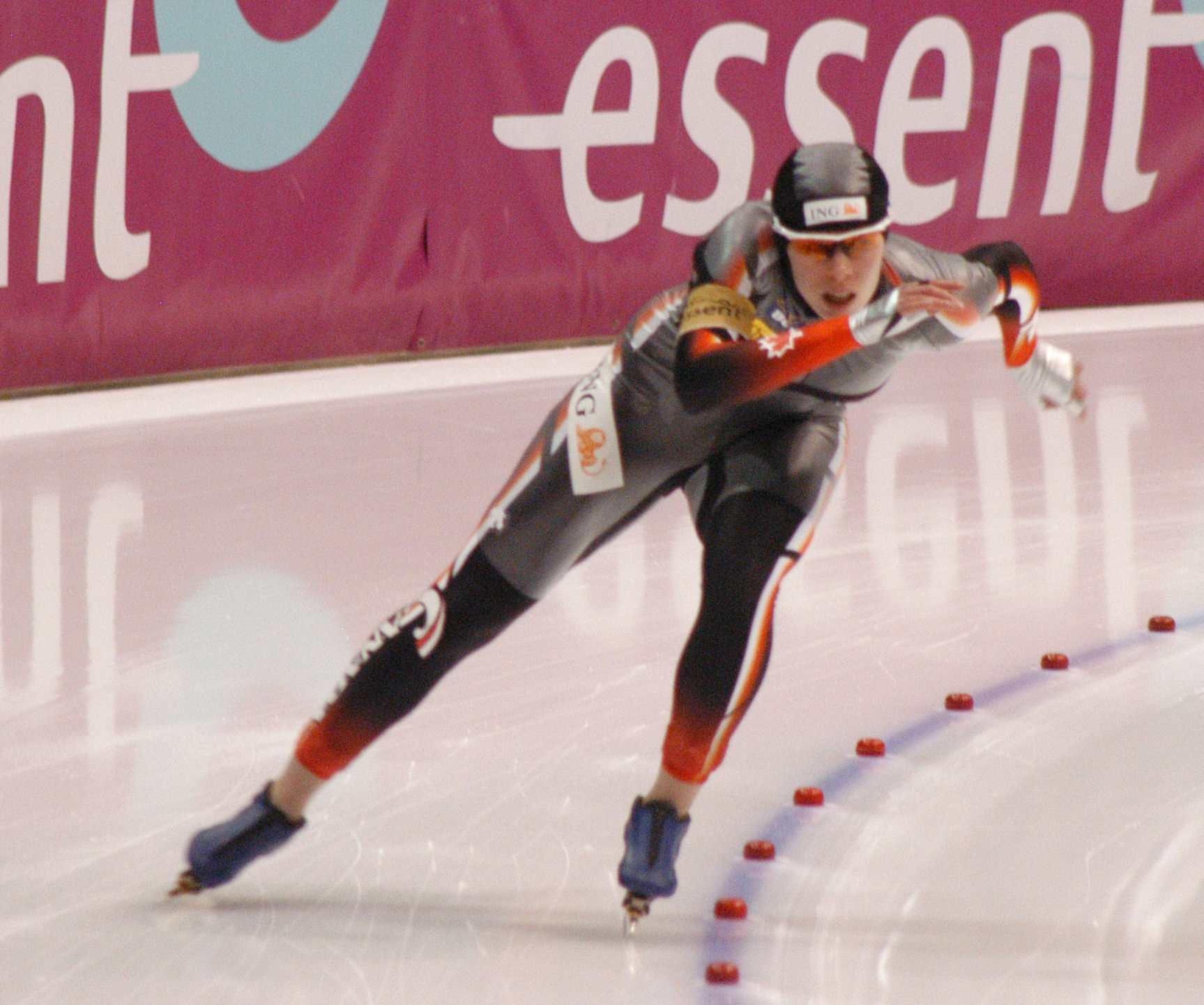

크리스틴 네즈빗(영어: Christine Nesbitt, 1985년 5월 17일~)은 캐나다의 여자 스피드 스케이팅 선수이다.
오스트레일리아의 멜버른에서 태어나 캐나다 온타리오주의 런던에서 성장하였다. 어린 시절 아이스하키를 하다 쇼트트랙으로 바꿔 캐나다 유망주로 꼽혔으나, 2003년 캘거리로 옮겨 롱트랙 스피드 스케이팅으로 바꿨다. 스피드 스케이팅에서 주로 중거리인 1000m와 1500m에서 두각을 나타냈으며, 단체 추발에서 팀의 일원으로 활동했다. 2006년 동계 올림픽에서 1000m 14위, 1500m 7위에 올랐고, 단체 추발에서 은메달을 획득하였다. 2009년 세계 종목별 선수권에서 1000m와 단체 추발에서 금메달을 획득하였다. 2010년 동계 올림픽에서 1000m 금메달을 획득하였다.